# الکسیوکا (شهرستان وولودارسکی، استان آستراخان)
الکسیوکا (به لاتین: Alexeyevka) یک منطقهٔ مسکونی در روسیه است که در استان آستراخان واقع شده‌است.